# Frank Nelson (hockey sur glace)
Pour les articles homonymes, voir Frank Nelson et Nelson.
Frank Nelson (né le 24 janvier 1910 à New York et mort le 9 mars 1973 à Montclair (New Jersey)) est un hockeyeur sur glace américain. Lors des Jeux olympiques d'hiver de 1932 disputés à Lake Placid, il remporte la médaille d'argent.

## Palmarès
- Médaille d'argent aux Jeux olympiques de Lake Placid en 1932